# Écourt-Saint-Quentin
Écourt-Saint-Quentin település Franciaországban, Pas-de-Calais megyében. Lakosainak száma 1692 fő (2022. január 1.). Écourt-Saint-Quentin Hamel, Oisy-le-Verger, Palluel, Récourt, Rumaucourt, Saudemont, Arleux és Lécluse községekkel határos.

## Népesség
A település népességének változása:
| Lakosok száma | 1708 | 1678 | 1686 | 1672 | 1679 | 1685 | 1686 | 1691 | 1692 |
|               | 2013 | 2015 | 2016 | 2017 | 2018 | 2019 | 2020 | 2021 | 2022 |